# Owrzodzenie rogówki
Owrzodzenie rogówki (łac. ulcus corneae) – ubytek w tkance rogówki uprzednio chorej. Proces zapoczątkowany jest naciekiem wywołanym najczęściej działaniem drobnoustrojów lub innego czynnika uszkadzającego (uraz, oparzenie). Odróżnia się owrzodzenie pełzające, nieżytowe lub powstałe w powierzchownych schorzeń rogówki np. jaglicy.